# فینال جام یوفا ۱۹۸۲
فینال جام یوفا ۱۹۸۲، رقابت پایانی جام یوفا در سال ۱۹۸۲ میلادی است که مابین دو تیم باشگاه فوتبال گوتبورگ و باشگاه فوتبال هامبورگ برگزار شده‌است.
این مسابقه که در تاریخ‌های ۵ مه ۱۹۸۲ و ۱۹ مه ۱۹۸۲ انجام شده‌است در مجموع با نتیجه ۴ بر ۰ به سود باشگاه فوتبال گوتبورگ به پایان رسید.